# آيت اشعيب (آيت كراض)
آيت اشعيب هو دُوَّار يقع بجماعة سمكت، إقليم بني ملال، جهة بني ملال خنيفرة في المملكة المغربية. ينتمي الدوّار لمشيخة آيت كراض التي تضم 8 دواوير. يقدر عدد سكانه بـ 544 نسمة حسب الإحصاء الرسمي للسكان والسكنى لسنة 2004.

## وصلات خارجية
- البوابة الوطنية للجماعات الترابية
- المندوبية السامية للتخطيط